# 蛇咬傷

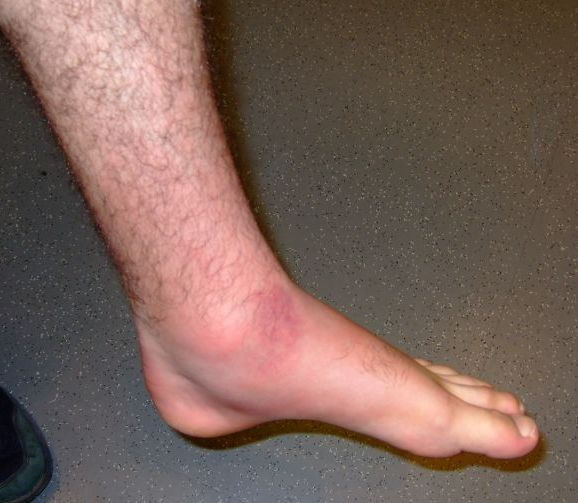
来自蝰蛇的咬伤，咬伤后三天的表现

蛇咬傷是因蛇咬而造成的外傷。被咬後常會留下蛇牙造成的兩道穿刺傷，有時候可能中毒。遭遇蛇吻後，被咬者可能在約一小時內傷口會紅腫以及嚴重疼痛，或是出現嘔吐、兩眼昏花、四肢刺痛或大量出汗等症狀。蛇咬常見於手掌或手臂部位，被咬者也常有變得驚懼、心跳加速、感覺暈眩的現象。毒液會導致患部出血、腎衰竭、嚴重過敏、組織壞死，或害被咬者出現呼吸困難。蛇咬可能導致被咬者需要截肢或出現其他慢性問題，嚴重程度取決於蛇的種類、被咬的部位、注入被咬者體內的毒素量以及被咬者自身的健康狀態等，對兒童的影響較對成人嚴重得多。
蛇咬對於蛇來說，既是獵食的手段、也是自保的方法；對人類而言，容易被蛇咬的高風險行為是在戶外徒手工作，例如農耕、伐林以及建築。常見的毒蛇有眼鏡蛇科、蝮蛇科與海蛇科，但絕大部分的蛇類沒有毒，而是用絞纏的方式使獵物窒息而死。除了南極洲外，各大洲都可見毒蛇的蹤跡；被蛇咬傷常常無從判斷蛇的種類。世界衛生組織將蛇咬歸類為被忽視熱帶病（Neglected tropical diseases, NTD）。
可預防蛇咬的行為包含穿戴有保護效果的鞋子、避免行經蛇居之處以及不用手觸摸蛇 。治療蛇咬的方式需以蛇的種類為準，建議先以肥皂清洗傷口並將肢體維持原姿勢。不推薦自行吸出毒液、用刀切開被咬者傷口或使用止血帶等方法。使用抗蛇毒血清有助於防止被咬者喪命，但有些血清有強烈副作用。使用的血清同樣也須以蛇的種類為準，若尚未釐清蛇的種類，通常會依該地區常見的蛇種類來施打。有些地區難以取得符合蛇的種類之血清，這是讓血清治療無效的原因之一；另一個問題則是施打血清這種療法並不便宜。血清本身對被咬部位沒什麼幫助；有時需要給患者呼吸輔助。
蛇咬傷每年高達500萬例，其中約250萬人會中毒，並有2-12.5萬人因此喪命。世界各地蛇咬的發生率差異非常大 ，主要發生在非洲、亞洲及拉丁美洲，其中鄉野地區發生頻率高於都市地區。在美國，一年約有7000~8000人慘遭毒蛇之吻，在澳洲、歐洲及北美洲，死亡病例相對稀少。